# Wings Football Club
El Wings Football Club es un equipo de fútbol de Guam que juega en la Guam Soccer League, la primera división de fútbol en el país.

## Historia
Wings FC se fundó en 1985. Desde entonces, el club ha formado equipos juveniles muy competitivos. Wings FC presentó un equipo sénior en la Guam Soccer League por primera vez en la temporada 2023. El club derrotó a Quality Distributors el 11 de febrero de 2023, logrando su primera victoria en la liga. Nathan Nuwer y Shuntaro Suzuki marcaron en la victoria por 2-0.
En la primera temporada del equipo senior, este ganó el título de la liga. Wings FC contó con dos de los cuatro máximos goleadores de la liga. En el equipo también estaba Jacob Toves, el ganador de los Guantes de Oro de la liga como mejor portero. Toves mantuvo una media de 1,5 goles por partido, además de lograr dos porterías a cero, lo que le valió el título de mejor portero de la liga. Gracias al título de campeón, el club viajó a Saipan para enfrentarse al Eleven Tiger FC en el primer Campeonato de Clubes de las Marianas.

## Palmarés
- Guam Soccer League: 2

2022-23, 2024.